# Bill Ward
William Thomas "Bill" Ward (Birmingham, 5. svibnja 1948.) je britanski heavy metal glazbenik i vizualni umjetnik, najpoznatiji kao originalni bubnjar britanske heavy metal skupine Black Sabbath.

## Diskografija

### Albumi s Black Sabbathom
- 1970. - Black Sabbath
- 1970. - Paranoid
- 1971. - Master of Reality
- 1972. - Vol. 4
- 1973. - Sabbath Bloody Sabbath
- 1975. - Sabotage
- 1976. - Technical Ecstasy
- 1978. - Never Say Die!
- 1980. - Heaven and Hell
- 1983. - Born Again
- 1998. - Reunion

### Samostalni albumi
- 1990. - Ward One: Along the Way
- 1997. - When the Bough Breaks
- 1999. - When the Bough Breaks (alternativna verzija)
- 2002. - Straws